# Zelenodol'skij rajon
Lo Zelenodol'skij rajon (in russo Зеленодольский район?; in tataro Яшел Үзән районы, Yaşel Üzäl rayonı) è un municipal'nyj rajon della Repubblica Autonoma del Tatarstan, in Russia. Istituito il 4 agosto 1938, occupa una superficie di 1 396 chilometri quadrati, conta 169 469 abitanti ed è suddiviso in una città, 2 insediamenti di tipo urbano e 21 comuni rurali. Il centro amministrativo è la città di Zelenodol'sk. 
Il distretto è diviso in due parti dal Volga. Una delle principali attrazioni turistiche del Tatarstan è la città-isola di Svijažsk.